# 会稽虞氏
会稽虞氏，为三国两晋南北朝时期著名家族，江南门阀士族的代表，出自会稽郡余姚（今浙江宁波余姚慈溪地区）。

## 家族成员

### 汉朝
- 虞国：日南郡太守。

### 三国两晋南北朝
- 虞光，零陵太守
  - 虞成
    - 虞鳳
      - 虞歆，日南郡太守
        - 虞翻（164年-233年），吴国重臣，三国时期经学家、哲学家
          - 虞仡
            - 虞啸父，东晋尚书，护军将军
              - 虞秀之，黄门郎
                - 虞悰

- 虞翻
  - 虞汜（四子），交州刺史、冠军将军、余姚侯
  - 虞忠（五子），宜都太守
    - 虞潭（约263年—341年），三国末期东晋将领，吴兴太守，冠军将军

  - 虞耸（六子），河间太守，东晋越骑校尉；天文学家，创立“穹天论”
  - 虞昺（七子），东晋廷尉尚书，济阴太守
  - 虞爵（八子），济阴太守

另有：
- 虞察，吴国征虏将军
  - 虞喜（281年--356年，一作约270年－345年），东晋天文学家、经学家
  - 虞预，三国末期东晋经学家、史学家
- 虞授，广州刺史

南北朝时期：
- 虞权，梁廷尉卿、永嘉太守
  - 虞检，平北始兴王谘议参军
    - 虞荔（503年--561年），梁武帝时期士林馆学士
    - 虞寄（510年--579年），陈朝中书侍郎

### 隋唐
- 虞寄
- 虞檢：尚书起部侍郎、中兵侍郎，始興王諮議參軍（始興王蕭憺之参谋）
  - 虞荔
    - 虞世基（？—618年），隋朝光禄大夫、内史侍郎
      - 虞肃
      - 虞熙
      - 虞晦
      - 虞柔

    - 虞世南（558年～638年），过继给虞寄，隋朝秘书郎，初唐凌烟阁二十四功臣之一，礼部尚书，谥文懿
      - 虞昶：虞世南子，官工部侍郎
      - 虞秀姚：虞世南之女，字思禮

- 虞當：朝散大夫，檢校尚書，主客員外郎兼侍御史，充朔方節度判官